# Bradypterus barratti
Bradypterus barratti là một loài chim trong họ Locustellidae.